# Megalex
Megalex – francuska seria komiksowa z gatunku science fiction, której twórcami są Alejandro Jodorowsky (scenariusz) i Fred Beltran (rysunki). Ukazała się nakładem wydawnictwa Les Humanoïdes Associés w latach 1999–2008. Po polsku opublikowało ją wydawnictwo Egmont Polska. Powiązana jest z innymi seriami komiksowymi autorstwa Jodorowsky’ego: Incal, Technokapłani, Kasta Metabaronów, Castaka i Metabaron. 

## Fabuła
Na pokrytej metalem planecie-mieście Megalex, rządzonym przez królową Mareę ludzie porzucili życie w harmonii z przyrodą i poświęcili się całkowicie rozwojowi nowych technologii. W tym totalitarnym świecie prawo zakazuje naturalnych metod rozmnażania się, uprawy roślin i kontaktów z naturą. Obowiązują jedynie ustalone standardy. Członkowie najwyższej kasty na planecie żyją po kilkaset lat, a ci z najniższej zaledwie kilkaset dni. Na Megaleksie istnieje jednak mała, porośnięta drzewami enklawa, w której zorganizowany ruch oporu buntuje się przeciw prawu.

## Tomy
| Tom | Tytuł i rok wydania polskiego | Tytuł i rok wydania oryginalnego |
| --- | ----------------------------- | -------------------------------- |
| 1   | Anomalia (2003)               | L'anomalie (1999)                |
| 2   | Garbaty anioł (2003)          | L'Ange bossu (2002)              |
| 3   | Serce Kavatah (2009)          | Le cœur de Kavatah (2008)        |